# Obafemi Martins
Pour les articles homonymes, voir Martins.
Obafemi Martins, né le 28 octobre 1984 à Lagos, est un footballeur international nigérian.

## Biographie
Passé par l'AC Reggiana, en D3 italienne, en 2000-2001, Obafemi Martins est recruté par l'Inter Milan. Il y débute en équipe première en 2002-2003 et devient progressivement titulaire. Il est sélectionné en équipe nationale du Nigeria à partir de 2004 et compte, en 2013, 39 sélections pour 18 buts.
En 2005, un scandale sur l'âge du joueur éclate lorsque le site de la Fédération du Nigeria de football annonce la date de naissance du 1er mai 1978 (et non plus le 28 octobre 1984). Après enquête, la police va arrêter l'administrateur du site, qui avoue avoir volontairement publié des informations erronées sur le site officiel de la fédération.
Le 18 juin 2007, Obafemi Martins est au Nigeria pour jouer un match avec les Super Eagles quand il est victime d'une attaque à main armée. Le joueur de Newcastle sort indemne des coups de feu tirés par les malfrats. En revanche, son ami Onipede est touché à la main et à l’épaule.
Le 31 juillet 2009, il est transféré au VfL Wolfsburg, champion d'Allemagne en titre, pour quatre saisons et une indemnité de transfert évaluée à 10,5 M€. En juillet 2010, il est transféré au Rubin Kazan pour 9 M€. Le 28 janvier 2011, il est prêté au Birmingham City, le club russe Rubin Kazan précisant que l'ancien joueur de l'Inter voulait se rapprocher de sa famille après la naissance de son enfant.
Le 11 mars 2013, il rompt son contrat le liant avec le club espagnol Levante UD. Le 15 mars 2013, les Seattle Sounders annoncent sa signature comme joueur désigné.
En février 2016, il signe en faveur du club chinois de Shanghai Greenland Shenhua.

## Palmarès
- Inter Milan :
  - Champion de Serie A en 2006[9].
  - Vainqueur de la Coupe d'Italie en 2005 et 2006[9].
  - Vainqueur de la Supercoupe d'Italie en 2005[9].
  - Vice-champion de Serie A en 2003.
- Birmingham City :
  - Vainqueur de la Coupe de la Ligue anglaise en 2011[10].
- Rubin Kazan :
  - Vainqueur de la Coupe de Russie en 2012[11].
  - Vainqueur de la Supercoupe de Russie en 2012[11].
- Seattle Sounders :
  - Vainqueur de la Coupe des États-Unis en 2014[11].
- Shanghai Shenhua :
  - Vainqueur de la Coupe de Chine en 2017[12],[11].
  - Finaliste de la Supercoupe de Chine en 2018[13].